# Лукаш Храдецки
Лукаш Храдецки (слч. Lukáš Hrádecký; рођен 24. новембра 1989) је фински фудбалер који игра као голман за Бајер из Леверкузена и финску репрезентацију. Рођен у Братислави, данашњој Словачкој, Храдецки је одрастао у финском граду Турку од прве године. Започео је сениорску клупску каријеру играјући за ТПС Турку, пре него што је потписао уговор са Есбјергом у 19. години 2009. године. Након што је освојио свој први трофеј, данску 1. дивизију, током треће сезоне у Данској, помогао је Есбјергу да освоји дански куп 2013. године. Храдецки је проглашен финским фудбалером године од стране Фудбалског савеза Финске три године заредом између 2016. и 2018.
Некада интернационални играч млађи од 17, испод 18, испод 19, испод 20 година и испод 21 године, Храдецки је за Финску дебитовао у мају 2010. године у доби од 20 година. За своју земљу има преко 60 наступа. Појавио се на девет од десет финских мечева за квалификације за УЕФА Еуро 2020 и помогао је националном тиму да обезбеди први наступ на УЕФА европском првенству.

## Клупска каријера

### ТПС
Храдецки је започео каријеру у ТПС Турку, клубу у Турку, где је и одрастао. 2008. играо је на Међународном турниру за младе У-19 Карел Стегеман у Ruurlo у Холандији, где је освојио награду за најбољег голмана.

### Есбјерг
10. јануара 2009. године, Храдецки је прешао у Есбјерг и потписао четворогодишњи уговор са петоструким данским шампионом. 3. августа 2010. објављено је да је Храдецкија на недељу дана позвао да га тестира Манчастер јунајтед како би ојачао свој голмански одсек након одласка Тома Хитона. Међутим, одлучио је да тражи прилику да буде главни чувар у Есбјергу. Након сезоне Суперлиге 2012–13, Храдецкију је истекао уговор са Есбјергом, а договор о продужењу уговора није постигнут.

### Брендби
Дана 12. јуна 2013, Храдецки се придружио данском клубу Суперлиге ФК Брендби на четворогодишњем уговору о бесплатном трансферу. 21. јуна 2013. године Храдецки је дебитовао у Суперлиги у мечу против Vestsjælland-а.

### Ајнтрахт Франкфурт
У августу 2015. Храдецки је прешао из Брендбија у немачки Бундеслига тим Ајнтрахт Франкфурт. Вредност трансфера никада није објављена, али према новинама Ајнтрахт је Брендбију платио 2,5 милиона евра. У сезони 2017-18, Храдецкијева последња сезона са Ајнтрахтом, Храдецки је проглашен голманом Бундеслиге сезоне.

### Бајер Леверкузен
У мају 2018. године, Бајер Леверкузен најавио је потписивање праласка Храдецког за сезону 2018–19 на бесплатном трансферу. Договорио је уговор до 2023.

## Међународна каријера
Храдецки је зарадио неколико наслова за Финску на различитим млађим нивоима. У репрезентацији јуниорског нивоа дебитовао је када је имао 16 година 16. новембра 2006. у Атини у мечу против Грчке. Био је члан финске националне фудбалске репрезентације до 20 година и представљао је тим на Меморијалном турниру Валентин А. Гранаткин. Храдецки је изабран у финску националну фудбалску репрезентацију за УЕФА европско првенство до 21 године за 2009. годину, али је морао да се повуче због повреде колена. Био је први избор чувара финске екипе до 21 године током квалификација за УЕФА европско првенство до 21 године.
У јануару 2010. године Стуарт Бактер позвао је Храдецкија у финску фудбалску репрезентацију да се супротстави Јужној Кореји у пријатељској утакмици у шпанској Малаги. Храдецки је био читав меч на клупи. Коначно је дебитовао у првом тиму 21. маја 2010. године, када је у другом полувремену заменио Jukka Lehtovaara у гостујућем поразу од Естоније од 2:0. Прву утакмицу квалификација за европско првенство УЕФА одиграо је 3. јуна 2011. године када га јеMixu Paatelainen изабрао за стартну поставу против Сан Марина у Серавалеу. Током јесени 2011. успоставио се као регуларни члан финске репрезентације и појавио се на мечевима квалификација за европско првенство УЕФА против Молдавије, Холандије и Шведске.
Храдецки се појавио у три пријатељске утакмице током припрема Финске за квалификације за ФИФА Светско првенство 2014. године. Изабран је за стартну поставу у првом мечу квалификација против Француске, али је остао као замена за остатак кампање, јер се Niki Mäenpää наметнуо као избор број један.
Храдецки је позван за УЕФА Еуро 2020 пријатељску утакмицу пред Еуро турнир против Шведске 29. маја 2021.

## Лични живот
Храдецки је рођен у Kramáre-у подручје Братиславе. Говори словачки и има словачки пасош. У септембру 1990. његов отац, одбојкаш, почео је да игра за Ruskon Pallo-67. Те зиме породица се населила у Runosmäki-у, Турку. Његова браћа Томаш и Матеј такође су професионални фудбалери.

## Статистика каријере

### Клуб
Ажурирано након утакмице игране 22. маја 2021 
| Клуб                | Сезона            | Лига                | Лига    | Лига   | Национални куп | Национални куп | Европа  | Европа | Укупно  | Укупно |
| Клуб                | Сезона            | Дивизија            | Наступи | Голови | Наступи        | Голови         | Наступи | Голови | Наступи | Голови |
| ------------------- | ----------------- | ------------------- | ------- | ------ | -------------- | -------------- | ------- | ------ | ------- | ------ |
| Esbjerg fB          | 2009–10           | Danish Superliga    | 5       | 0      | 0              | 0              | —       | —      | 5       | 0      |
| Esbjerg fB          | 2010–11           | Danish Superliga    | 13      | 0      | 2              | 0              | —       | —      | 15      | 0      |
| Esbjerg fB          | 2011–12           | Danish 1st Division | 23      | 0      | 0              | 0              | —       | —      | 23      | 0      |
| Esbjerg fB          | 2012–13           | Danish Superliga    | 33      | 0      | 5              | 0              | —       | —      | 38      | 0      |
| Esbjerg fB          | Total             | Total               | 74      | 0      | 7              | 0              | —       | —      | 81      | 0      |
| Brøndby             | 2013–14           | Danish Superliga    | 33      | 0      | 0              | 0              | —       | —      | 33      | 0      |
| Brøndby             | 2014–15           | Danish Superliga    | 33      | 0      | 2              | 0              | 2       | 0      | 37      | 0      |
| Brøndby             | 2015–16           | Danish Superliga    | 3       | 0      | 0              | 0              | 6       | 0      | 9       | 0      |
| Brøndby             | Total             | Total               | 69      | 0      | 2              | 0              | 8       | 0      | 79      | 0      |
| Eintracht Frankfurt | 2015–16           | Bundesliga          | 34      | 0      | 3              | 0              | —       | —      | 37      | 0      |
| Eintracht Frankfurt | 2016–17           | Bundesliga          | 33      | 0      | 6              | 0              | —       | —      | 39      | 0      |
| Eintracht Frankfurt | 2017–18           | Bundesliga          | 34      | 0      | 6              | 0              | —       | —      | 40      | 0      |
| Eintracht Frankfurt | Total             | Total               | 101     | 0      | 15             | 0              | —       | —      | 116     | 0      |
| Bayer Leverkusen    | 2018–19           | Bundesliga          | 32      | 0      | 2              | 0              | 6       | 0      | 40      | 0      |
| Bayer Leverkusen    | 2019–20           | Bundesliga          | 34      | 0      | 5              | 0              | 11      | 0      | 50      | 0      |
| Bayer Leverkusen    | 2020–21           | Bundesliga          | 29      | 0      | 3              | 0              | 5       | 0      | 37      | 0      |
| Bayer Leverkusen    | Total             | Total               | 95      | 0      | 10             | 0              | 22      | 0      | 127     | 0      |
| Укупно у каријери   | Укупно у каријери | Укупно у каријери   | 339     | 0      | 32             | 0              | 30      | 0      | 403     | 0      |

1. 1 2 3 4  Appearance(s) in the UEFA Europa League
2. ↑  Six appearances in the UEFA Champions League, five appearances in the UEFA Europa League.

### Интернатионал
Ажурирано након утакмице игране 21. јуна 2021.
| репрезентација | Године | Конкурентан | Конкурентан | Пријатељски | Пријатељски | Укупно     | Укупно |
| репрезентација | Године | Апликације  | Циљеви      | Апликације  | Циљеви      | Апликације | Циљеви |
| -------------- | ------ | ----------- | ----------- | ----------- | ----------- | ---------- | ------ |
| Финска         | 2010   | 0           | 0           | 1           | 0           | 1          | 0      |
| Финска         | 2011   | 4           | 0           | 3           | 0           | 7          | 0      |
| Финска         | 2012   | 1           | 0           | 3           | 0           | 4          | 0      |
| Финска         | 2013   | 0           | 0           | 3           | 0           | 3          | 0      |
| Финска         | 2014   | 1           | 0           | 3           | 0           | 4          | 0      |
| Финска         | 2015   | 6           | 0           | 1           | 0           | 7          | 0      |
| Финска         | 2016   | 4           | 0           | 4           | 0           | 8          | 0      |
| Финска         | 2017   | 6           | 0           | 1           | 0           | 7          | 0      |
| Финска         | 2018   | 5           | 0           | 3           | 0           | 8          | 0      |
| Финска         | 2019   | 9           | 0           | 0           | 0           | 9          | 0      |
| Финска         | 2020   | 6           | 0           | 0           | 0           | 6          | 0      |
| Финска         | 2021   | 3           | 0           | 1           | 0           | 4          | 0      |
| Укупно         | Укупно | 45          | 0           | 23          | 0           | 68         | 0      |

## Успеси

### Клуб
Есбјерг
- Дански куп : 2012/13.
- Данска 1. дивизија : 2011/12.

Ајнтрахт Франкфурт
- Куп Немачке : 2017/18.

Бајер Леверкузен
- Бундеслига : 2023/24.
- Куп Немачке : 2023/24.

### Интернатионал
Финска
- Балтички куп : вицешампион: 2012

### Појединачно
- Фудбалски савез Финске, перспективни играч године: 2007 [28]
- Награда за најбољег голмана на Међународном омладинском турниру Карел Стегеман У-19: 2008
- Финска фудбалска репрезентација до 21 године Голман године: 2010 [29]
- Фудбалска репрезентација Финске до 21 године Играч године: 2010 [30]
- Дански голман Суперлиге године : 2013 [31]
- Најбољи играч данске суперлиге у пролећној сезони: 2013 [32]
- Есбјерг фБ Најбољи играч сезоне: 2013
- Фински фудбалер године : 2016,[33] 2017,[34] 2018 [35]
- Финска спортска личност године : 2020 [36]
- Бундеслига тим сезоне: 2017–18 [37]